# Lappajärvi
Lappajärvi ist eine Gemeinde in der Landschaft Südösterbotten im Westen Finnlands. Die Gemeinde ist nach dem See Lappajärvi benannt, der aus dem Einschlagkrater eines Meteoriten entstand.
Die gesamte Bevölkerung ist finnischsprachig.

## Ortschaften
Zu der Gemeinde gehören die Orte Itäkylä, Karvala, Kärnä, Lamminkylä, Savonkylä, Suksikylä und Tarvola.

## Galerie

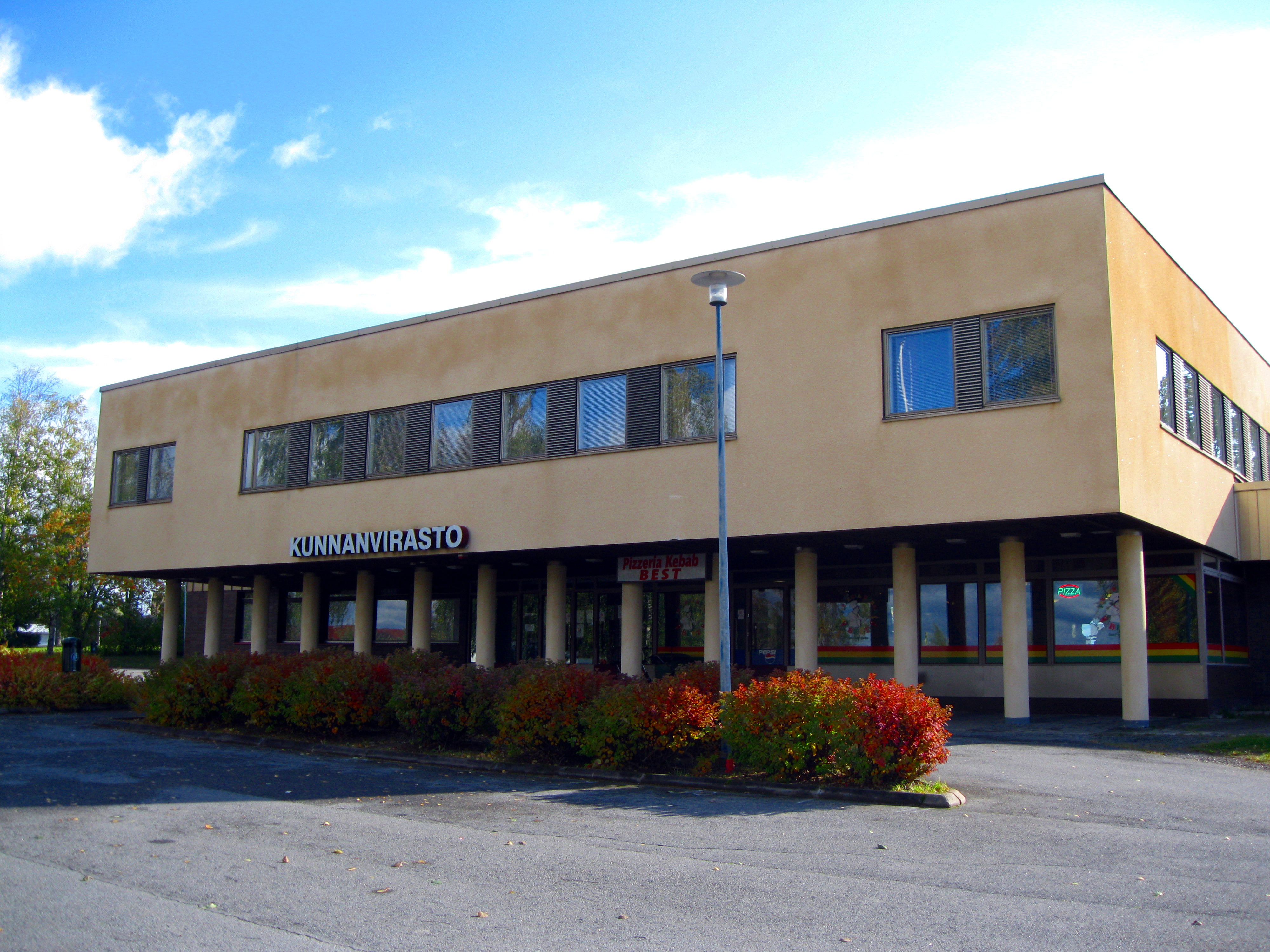
Gemeindeamt
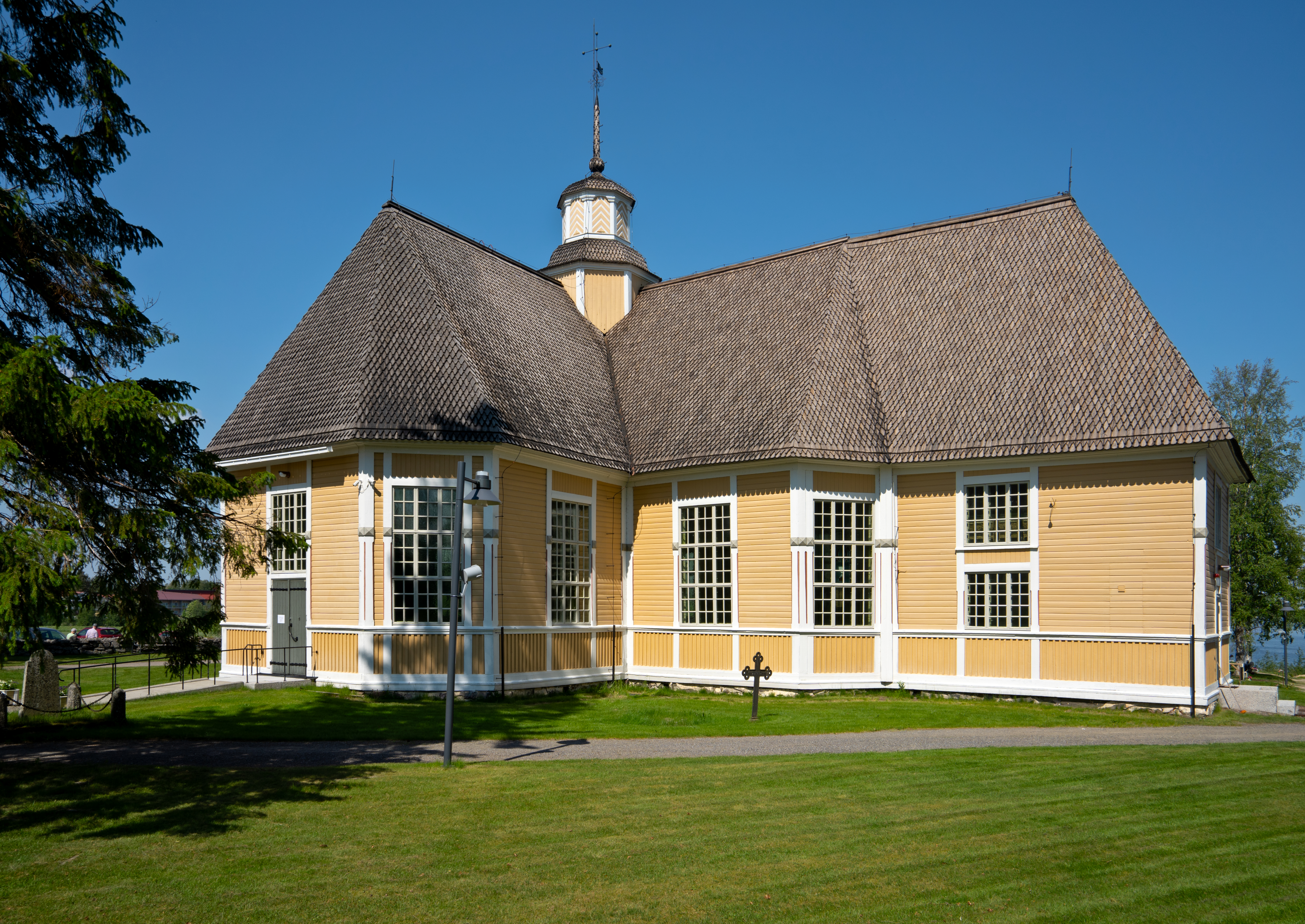
Kirche
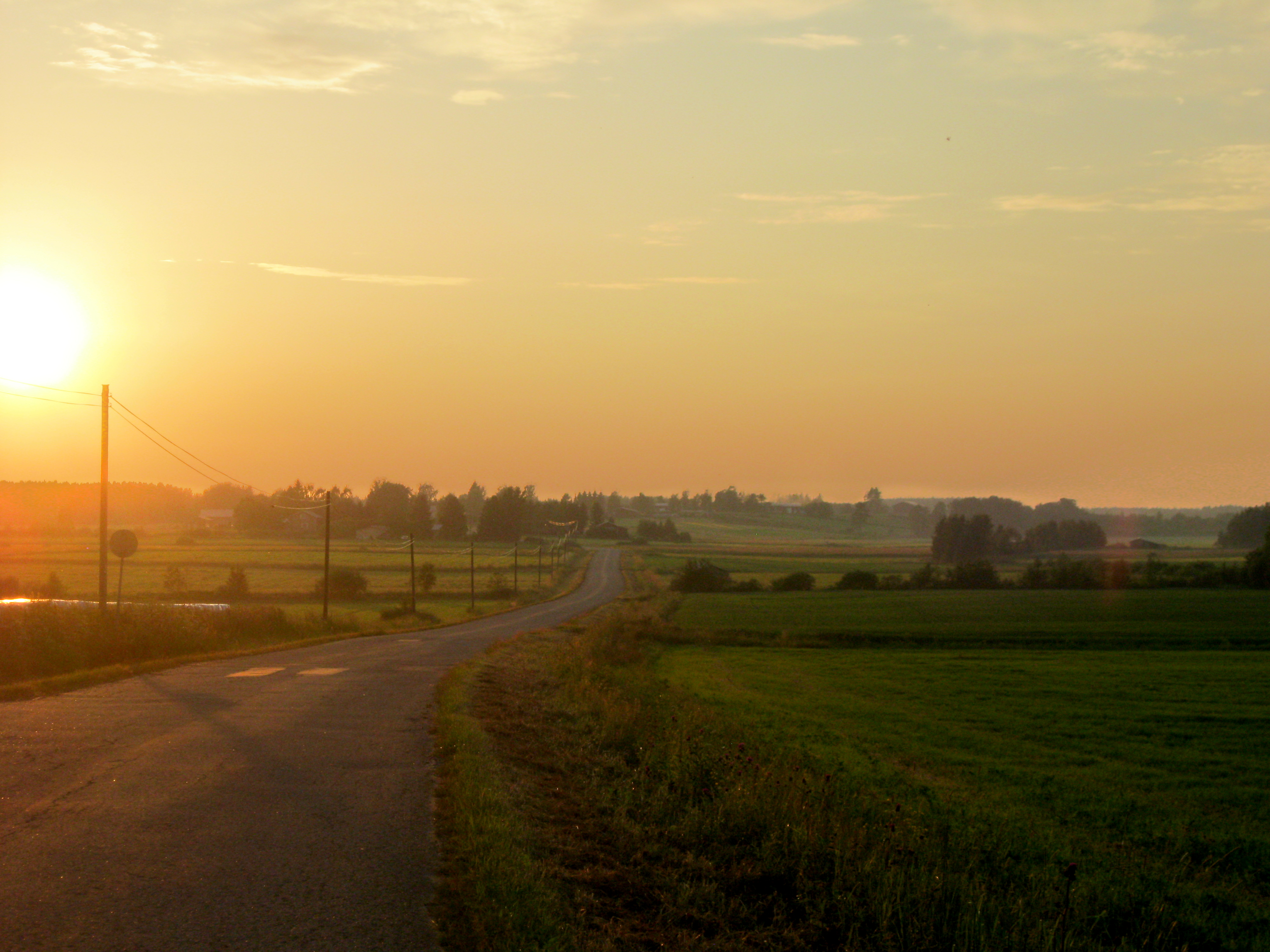
Itäkylä
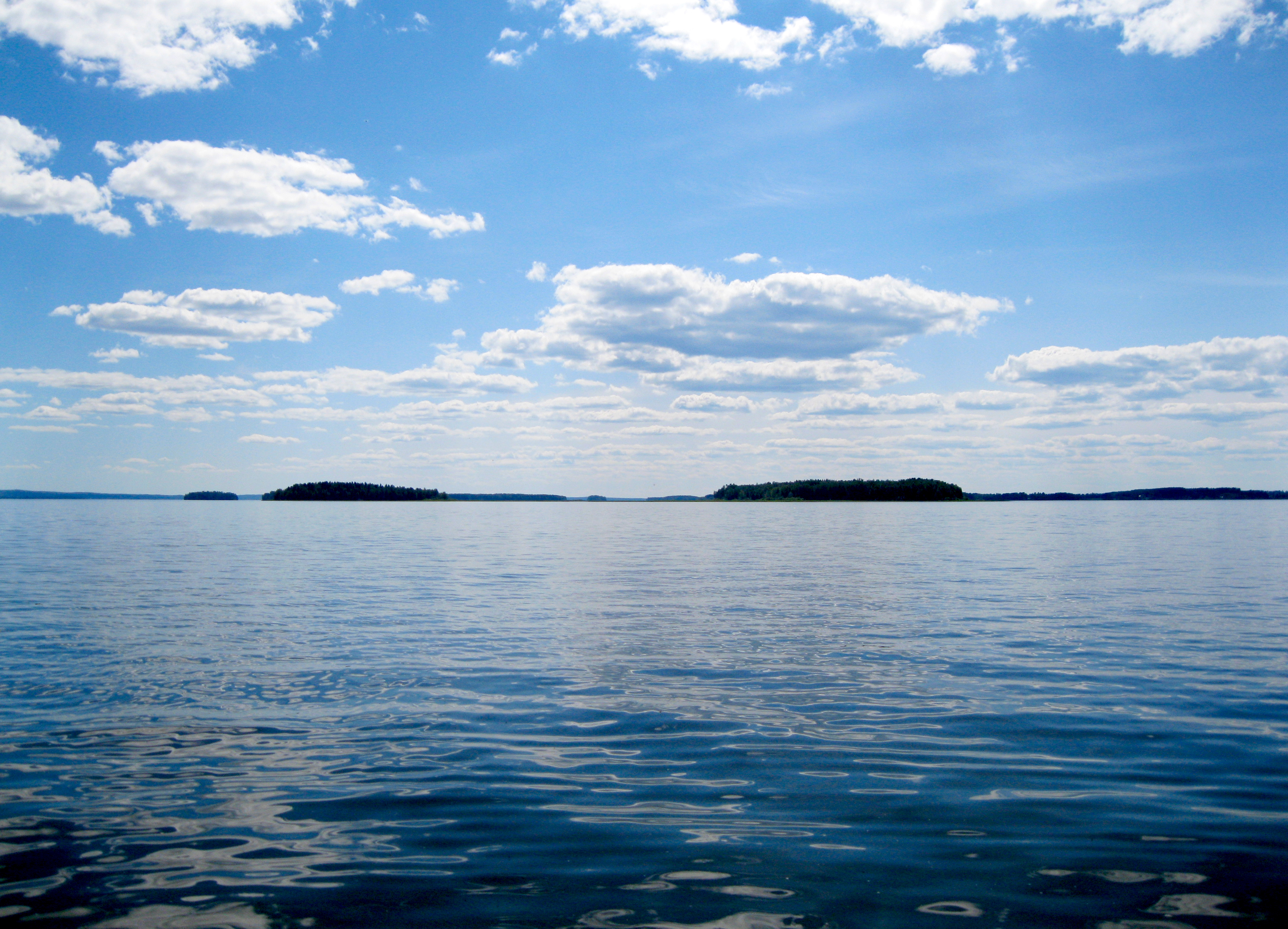
Lappajärvi See
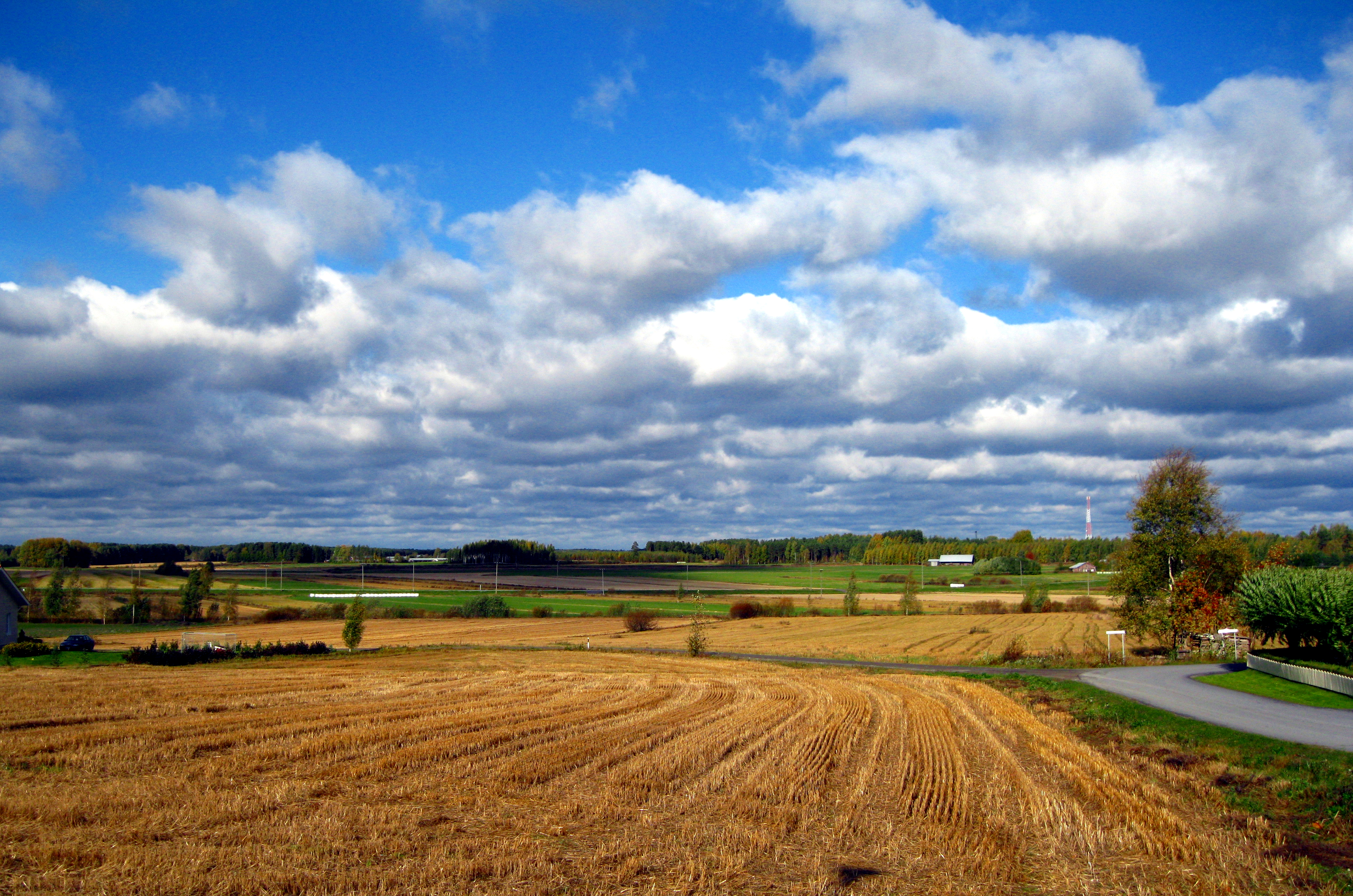
Landschaft

## Gemeindepartnerschaften
Lappajärvi unterhält Gemeindepartnerschaften mit folgenden Orten:
- Kramfors (Schweden), seit 1962
- Pudosch (Russland), seit 1992
- Springstille (Deutschland), seit 1999

## Söhne und Töchter
- Hannu Övermark (* 1957), Ringer
- Timo Kotipelto (* 1969), Sänger der Power-Metal-Band Stratovarius
- Kristian Pihlajaharju (* 1969), Bassist der Rock-Band Passionworks
- Emmi Alanen (* 1991), Fußballspielerin
- Petra Olli (* 1994), Ringerin